# Línea 152A (Interurbanos Madrid)
La línea 152A de la red de autobuses interurbanos de Madrid unía la estación de Chamartín con San Sebastián de los Reyes, a través del casco histórico y el área industrial de Fuencarral.

## Características
Esta línea unía a los habitantes del casco antiguo de San Sebastián de los Reyes con la estación de Chamartín de Madrid y el barrio de Valverde (Fuencarral-El Pardo) y viceversa, con un recorrido que duraba aproximadamente 30 minutos entre cabeceras.
La línea desapareció el 1 de mayo del 2012 junto con la línea 154A para ser fusionadas en la actual línea 154 (que empezó a circular ese mismo día). Fue debido a la baja demanda de ambas líneas que se reorganizaron para crear una línea conjunta, con un recorrido que abarca los recorridos de ambas líneas.
Previa a la inauguración del intercambiador de plaza de Castilla subterráneo el 6 de febrero del 2008 la línea partía de dicho intercambiador en superficie, pero vio su cabecera desplazada permanentemente a la estación de Chamartín durante las obras y esta característica se comparte con la línea 154 que la reemplazó. Su denominación antes del cambio de cabecera era 152A Madrid (Plaza Castilla) - San Sebastián de los Reyes (por Fuencarral).
En los carteles electrónicos de los autobuses la línea aparecía como 152 en vez de 152A para que se pudiese mostrar correctamente el nombre del destino en el cartel. Esta misma medida se aplicaba en la línea 154A.
Siguiendo la numeración de líneas del CRTM, las líneas que circulan por el corredor 1 son aquellas que dan servicio a los municipios situados en torno a la A-1 y comienzan con un 1. Aquellas numeradas dentro de la decena 150 corresponden a aquellas que circulan por Alcobendas y San Sebastián de los Reyes. Particularmente, los números impares en la decena 150 circulan por Alcobendas y los números pares lo hacen por San Sebastián de los Reyes.
La línea no mantenía los mismos horarios todo el año, desde el 1 al 31 de agosto se reducían el número de expediciones los días laborables entre semana (sábados laborables, domingos y festivos tenían los mismos horarios todo el año), además de los días excepcionales vísperas de festivo y festivos de Navidad en los que los horarios también cambiaban y se reducían.
Estaba operada por la empresa Interbus mediante la concesión administrativa VCM-101 - Madrid - Alcobendas - Algete - Tamajón (Viajeros Comunidad de Madrid) del Consorcio Regional de Transportes de Madrid.

## Horarios

### 1 septiembre - 31 julio
| Lunes a viernes laborables              |                        |                        |                        |                        |                        |                        |                        |                        |                        |                        |                        |                        |                        |                        |                        |                        |                        |                        |                        |                        |                        |                        |                        |                        |                        |                        |                        |                        |                        |                        |                        |                        |                        |                        |                        |                        |
| Chamartín > S.S. Reyes                  | Chamartín > S.S. Reyes | Chamartín > S.S. Reyes | Chamartín > S.S. Reyes | Chamartín > S.S. Reyes | Chamartín > S.S. Reyes | Chamartín > S.S. Reyes | Chamartín > S.S. Reyes | Chamartín > S.S. Reyes | Chamartín > S.S. Reyes | Chamartín > S.S. Reyes | Chamartín > S.S. Reyes | Chamartín > S.S. Reyes | Chamartín > S.S. Reyes | Chamartín > S.S. Reyes | Chamartín > S.S. Reyes | Chamartín > S.S. Reyes | Chamartín > S.S. Reyes | S.S. Reyes > Chamartín | S.S. Reyes > Chamartín | S.S. Reyes > Chamartín | S.S. Reyes > Chamartín | S.S. Reyes > Chamartín | S.S. Reyes > Chamartín | S.S. Reyes > Chamartín | S.S. Reyes > Chamartín | S.S. Reyes > Chamartín | S.S. Reyes > Chamartín | S.S. Reyes > Chamartín | S.S. Reyes > Chamartín | S.S. Reyes > Chamartín | S.S. Reyes > Chamartín | S.S. Reyes > Chamartín | S.S. Reyes > Chamartín | S.S. Reyes > Chamartín | S.S. Reyes > Chamartín | S.S. Reyes > Chamartín |
| 07                                      | 08                     | 09                     | 10                     | 11                     | 12                     | 13                     | 14                     | 15                     | 16                     | 17                     | 18                     | 19                     | 20                     | 21                     | 22                     | 23                     | 00                     | 05                     | 06                     | 07                     | 08                     | 09                     | 10                     | 11                     | 12                     | 13                     | 14                     | 15                     | 16                     | 17                     | 18                     | 19                     | 20                     | 21                     | 22                     | 23                     |
| 00 30                                   | 00 30                  | 00 30                  | 00 30                  | 00 30                  | 00 30                  | 00 30                  | 00 30                  | 00 30                  | 00 30                  | 00 30                  | 00 30                  | 00 30                  | 00 30                  | 00 30                  | 00 30                  | 00 30                  | 00                     | 45                     | 15 45                  | 10 40                  | 10 40                  | 10 40                  | 10 40                  | 10 40                  | 10 40                  | 10 40                  | 10 40                  | 10 40                  | 10 40                  | 10 40                  | 10 40                  | 10 40                  | 10 40                  | 10 40                  | 10 40                  | 10 40                  |
| Todo el año                             |                        |                        |                        |                        |                        |                        |                        |                        |                        |                        |                        |                        |                        |                        |                        |                        |                        |                        |                        |                        |                        |                        |                        |                        |                        |                        |                        |                        |                        |                        |                        |                        |                        |                        |                        |                        |
| Sábados laborables, domingos y festivos |                        |                        |                        |                        |                        |                        |                        |                        |                        |                        |                        |                        |                        |                        |                        |                        |                        |                        |                        |                        |                        |                        |                        |                        |                        |                        |                        |                        |                        |                        |                        |                        |                        |                        |                        |                        |
| Chamartín > S.S. Reyes                  | Chamartín > S.S. Reyes | Chamartín > S.S. Reyes | Chamartín > S.S. Reyes | Chamartín > S.S. Reyes | Chamartín > S.S. Reyes | Chamartín > S.S. Reyes | Chamartín > S.S. Reyes | Chamartín > S.S. Reyes | Chamartín > S.S. Reyes | Chamartín > S.S. Reyes | Chamartín > S.S. Reyes | Chamartín > S.S. Reyes | Chamartín > S.S. Reyes | Chamartín > S.S. Reyes | Chamartín > S.S. Reyes | Chamartín > S.S. Reyes | Chamartín > S.S. Reyes | S.S. Reyes > Chamartín | S.S. Reyes > Chamartín | S.S. Reyes > Chamartín | S.S. Reyes > Chamartín | S.S. Reyes > Chamartín | S.S. Reyes > Chamartín | S.S. Reyes > Chamartín | S.S. Reyes > Chamartín | S.S. Reyes > Chamartín | S.S. Reyes > Chamartín | S.S. Reyes > Chamartín | S.S. Reyes > Chamartín | S.S. Reyes > Chamartín | S.S. Reyes > Chamartín | S.S. Reyes > Chamartín | S.S. Reyes > Chamartín | S.S. Reyes > Chamartín | S.S. Reyes > Chamartín | S.S. Reyes > Chamartín |
| 07                                      | 08                     | 09                     | 10                     | 11                     | 12                     | 13                     | 14                     | 15                     | 16                     | 17                     | 18                     | 19                     | 20                     | 21                     | 22                     | 23                     | 00                     | 05                     | 06                     | 07                     | 08                     | 09                     | 10                     | 11                     | 12                     | 13                     | 14                     | 15                     | 16                     | 17                     | 18                     | 19                     | 20                     | 21                     | 22                     | 23                     |
| 00                                      | 00                     | 00                     | 00                     | 00                     | 00                     | 00                     | 00                     | 00                     | 00                     | 00                     | 00                     | 00                     | 00                     | 00                     | 00                     | 00                     | 05                     |                        | 00 35                  | 35                     | 35                     | 35                     | 35                     | 35                     | 35                     | 35                     | 35                     | 35                     | 35                     | 35                     | 35                     | 35                     | 35                     | 35                     | 35                     | 35                     |

Se desconocen los horarios que tenía la línea de lunes a viernes laborables durante el mes de agosto.

## Recorrido y paradas

### Nota importante
Las paradas que se describen a continuación (tanto de ida como de vuelta) fueron aquellas que realizaba la línea antes de ser suprimida. En la actualidad, algunas paradas aquí mostradas pueden haber sido suprimidas, cambiadas de nombre o realizadas por líneas distintas (que han modificado su recorrido o se han creado tras la supresión de la línea 152A). Para una información actualizada de las paradas actuales que realizan otras líneas, consultar sus páginas correspondientes. Por este motivo, no se ha incluido la línea 154 en las paradas, debido a que su creación fue posterior a la eliminación de la línea 152A.

### Sentido San Sebastián de los Reyes
La línea iniciaba su recorrido en la calzada de paso de tráfico rodado de la estación de Chamartín. En este punto se establecía correspondencia las líneas 154A, 171 y 815 de autobuses interurbanos, las líneas 5 y T62 de la EMT, Cercanías Madrid, Metro de Madrid y los servicios ferroviarios de media distancia y larga distancia de la estación.
Tras abandonar su cabecera, la línea se incorporaba a la calzada lateral del paseo de la Castellana, donde tenía 2 paradas, una de ellas frente al Hospital La Paz. A partir de aquí tomaba la avenida del Llano Castellano (2 paradas) y entraba el barrio de Valverde del distrito de Fuencarral-El Pardo.
Dentro de este barrio recorría la avenida citada y su continuación, la calle de Nuestra Señora de Valverde (2 paradas) y posteriormente la carretera M-603 de Fuencarral a Alcobendas (2 paradas). Desde esta carretera se desviaba para dar servicio al Distrito Telefónica (1 parada en la calle del Pórtico de la Gloria) y al parque empresarial de La Moraleja (3 paradas), saliendo a la vía de servicio de la A-1 hasta llegar al km. 16, donde tomaba la salida en dirección a Alcobendas con una parada en la N-1 antes de entrar en el casco urbano.
Dentro del casco urbano de Alcobendas, circulaba por la avenida Olímpica (2 paradas), la calle de Francisca Delgado (sin paradas) y el bulevar de Salvador Allende (sin paradas) hasta llegar a la rotonda de Moscatelares. En ella tomaba la avenida de España (sin paradas), por la cual llegaba al casco urbano de San Sebastián de los Reyes recorriendo el casco antiguo por la calle Real (2 paradas) hasta el final de la misma, donde tenía su cabecera junto a la plaza de toros y la estación de Reyes Católicos.
| Código                                      | Zona | Localidad                  | Denominación                                                         | Ubicación                                 | Líneas de la parada | Metro / Cercanías        |
| ------------------------------------------- | ---- | -------------------------- | -------------------------------------------------------------------- | ----------------------------------------- | --- | ------------------------ |
| 1917                                        |      | Madrid                     | Calle de Agustín de Foxá - Chamartín                                 | Calle de Agustín de Foxá Nº40             | 5 T62152A 154A171815 | Chamartín                |
| 2654                                        |      | Madrid                     | Paseo de la Castellana - Calle de Manuel Caldeiro                    | Calle de Manuel Caldeiro Nº1              | 66 SE704 152A 154A |                          |
| 2655                                        |      | Madrid                     | Paseo de la Castellana - Calle de Viejas                             | Paseo de la Castellana Nº298              | 66 SE704 152A 154A | Begoña                   |
| 2662                                        |      | Madrid                     | Avenida del Llano Castellano - Calle de Francisco Sancha             | Avenida de Salas de los Infantes Nº1      | 66 124 137 SE704 152A 154A                                                                                              | Begoña                   |
| 2666                                        |      | Madrid                     | Avenida del Llano Castellano - Calle Valdegovía                      | Avenida del Llano Castellano Nº51         | 66 124 137 N24 SE704 152A 154A711                                                                                       |                          |
| 2672                                        |      | Madrid                     | Calle de Nuestra Señora de Valverde - Calle de la Isla de Sumatra    | Calle de Nuestra Señora de Valverde Nº62  | 66 137 N24 SE704 152A 154A711                                                                                           |                          |
| 3386                                        |      | Madrid                     | Calle de Nuestra Señora de Valverde - Calle de Alonso Quijano        | Calle de Nuestra Señora de Valverde Nº193 | T61 152A 154A |                          |
| 3881                                        |      | Madrid                     | Carretera de Fuencarral a Alcobendas S/N.º                           | M-603 km. 0,7                             | 170 T61 152A 154A |                          |
| 3984                                        |      | Madrid                     | Carretera de Fuencarral a Alcobendas - Calle de Isabel Colbrand      | Calle de Isabel Colbrand Nº1              | T61 152A 154A |                          |
| 16813                                       |      | Madrid                     | Ronda de la Comunicación - Estación de Ronda de la Comunicación      | Ronda de la Comunicación Nº16             | 152A 154A | Ronda de la Comunicación |
| 11226                                       |      | Alcobendas                 | Plaza de París - Parque empresarial La Moraleja                      | Plaza de París Nº1                        | 152A 154A157 157C |                          |
| 06681                                       |      | Alcobendas                 | Calle de Francisco Chico Mendes - Centro Comercial Planet Alcobendas | Calle de Francisco Chico Mendes Nº2       | 152A 154A157 |                          |
| 06682                                       |      | Alcobendas                 | Calle de la Yuca - Carretera N-1                                     | Calle de la Yuca S/N.º                    | 152A 154A157 |                          |
| 06690                                       |      | Alcobendas                 | Carretera de Irún - Concesionario                                    | Carretera de Irún km. 14,7                | 151 152A 152B152C 153 153B154A154C 156 157 161 166N103                                                                  |                          |
| 06691                                       |      | Alcobendas                 | Avenida Olímpica - Centro Comercial La Vega                          | Avenida Olímpica Nº9                      | 151 152A 152B152C 153 153B154A154C 156 161 166171 N103                                                                  |                          |
| 06692                                       |      | Alcobendas                 | Avenida Olímpica - Pabellón deportivo                                | Avenida Olímpica Nº3A                     | 151 152A 152B152C 153 153B154A154C 156 161 166171 181 182 183 191S 193S 194S 195S 196S 197S 199S VAC-020S VAC-050S N103 |                          |
| 06782                                       |      | San Sebastián de los Reyes | Calle Real - Calle de Carlos Ruiz                                    | Calle de Carlos Ruiz Nº2                  | 152A 152B152C154A154C 156161166                                                                                         |                          |
| 06783                                       |      | San Sebastián de los Reyes | Calle Real - Calle de las Higueras                                   | Calle Real Nº30                           | 152A 152B152C156161166457                                                                                               |                          |
| 06785                                       |      | San Sebastián de los Reyes | Avenida de la Plaza de Toros - Estación de Reyes Católicos           | Avenida de la Plaza de Toros S/N.º        | 152A 152B | Reyes Católicos          |
| Notas: S Sólo permite la subida de viajeros |      |                            |                                                                      |                                           | |                          |

### Sentido Madrid (Chamartín)
El recorrido de vuelta es igual a la ida pero en sentido contrario dentro del casco histórico de San Sebastián de los Reyes. Al salir del casco histórico de San Sebastián de los Reyes, circula por dentro del casco histórico de Alcobendas con paradas en las calles de la Marquesa Viuda de Aldama y de la Libertad.
Al salir del casco urbano de Alcobendas, la línea se dirige a Madrid por la carretera de Fuencarral, donde tiene 3 paradas que dan servicio a los polígonos industriales. Poco antes de salir del término municipal de Alcobendas se desvía por la avenida de Europa para prestar servicio al parque empresarial de La Moraleja (1 parada), entrando en el término municipal de Madrid por el Distrito Telefónica (1 parada en la calle del Pórtico de la Gloria).
De nuevo el recorrido es igual al de la ida pero en sentido contrario al atravesar el casco histórico de Fuencarral, salvo que la línea tiene una parada más que a la ida en la carretera M-603. Al salir del casco histórico por la avenida del Llano Castellano, la línea se dirige hacia la estación de Chamartín por la calle de Mauricio Legendre (3 paradas). Desde esta última calle se desvía por la calle de Agustín de Foxá y accede a la calzada de tráfico rodado de la estación, donde tiene su cabecera.
| Código | Zona | Localidad                  | Denominación                                                             | Ubicación                                  | Líneas de la parada                                                              | Metro / Cercanías        |
| ------ | ---- | -------------------------- | ------------------------------------------------------------------------ | ------------------------------------------ | -------------------------------------------------------------------------------- | ------------------------ |
| 06785  |      | San Sebastián de los Reyes | Avenida de la Plaza de Toros - Estación de Reyes Católicos               | Avenida de la Plaza de Toros S/N.º         | 152A 152B                                                                        | Reyes Católicos          |
| 11983  |      | San Sebastián de los Reyes | Calle Real - Centro de salud                                             | Calle Real Nº93                            | 152A 152B 152C156161166171N10245                                                 | Reyes Católicos          |
| 06786  |      | San Sebastián de los Reyes | Calle Real - Ayuntamiento                                                | Calle Real Nº25                            | 152A 152B 152C156161166171N10245                                                 |                          |
| 06790  |      | San Sebastián de los Reyes | Calle Real - Calle del Sacramento                                        | Calle Real Nº3                             | 152A 152B152C154A154C 156161166171827 827A N1022                                 |                          |
| 06780  |      | Alcobendas                 | Calle de la Marquesa Viuda de Aldama - Travesía del Cañón                | Calle de la Marquesa Viuda de Aldama S/N.º | 152A 152B152C 154A154C 156 161 166171 N101                                       |                          |
| 06755  |      | Alcobendas                 | Calle de la Marquesa Viuda de Aldama - Calle de Nuestra Señora del Pilar | Calle de la Marquesa Viuda de Aldama Nº14  | 151 152A 152B152C 153 153B154A154C 156 161 166171 827 828 N101 2 5 10            |                          |
| 06768  |      | Alcobendas                 | Calle de la Libertad - Calle de Julián Baena de Castro                   | Calle de la Libertad Nº26                  | 06768 A 152A 152B153B154A171 06768 B 152C 154C 161 166N101 5 06768 C 151 153 156 |                          |
| 06842  |      | Alcobendas                 | Carretera M-603 - Centro Comercial Río Norte                             | M-603 km. 3,9                              | 152A 154A157 157C                                                                |                          |
| 06843  |      | Alcobendas                 | Carretera M-603 - Polígono industrial Calabozos                          | Carretera de Fuencarral Nº78               | 152A 154A157 157C 6                                                              |                          |
| 06635  |      | Alcobendas                 | Carretera de Fuencarral - Calle de San Rafael                            | M-603 km. 2,8                              | 152A 154A157 157C                                                                |                          |
| 16811  |      | Alcobendas                 | Avenida de Europa - Parque empresarial La Moraleja                       | Avenida de Europa Nº8                      | 152A 154A                                                                        |                          |
| 16814  |      | Madrid                     | Calle del Pórtico de la Gloria - Ronda de la Comunicación                | Calle del Pórtico de la Gloria Nº2         | 152A 154A                                                                        | Ronda de la Comunicación |
| 3985   |      | Madrid                     | Carretera de Fuencarral a Alcobendas - M-40                              | M-603 km. 1,6                              | T61 152A 154A                                                                    |                          |
| 3882   |      | Madrid                     | Carretera de Fuencarral a Alcobendas S/N.º                               | M-603 km. 0,8                              | 170 175 T61 N24 152A 154A                                                        |                          |
| 3399   |      | Madrid                     | Calle de Nuestra Señora de Valverde - Calle de Alonso Quijano            | Calle de Nuestra Señora de Valverde Nº179  | T61 152A 154A                                                                    |                          |
| 2673   |      | Madrid                     | Calle de Nuestra Señora de Valverde - Calle de la Isla de Sumatra        | Calle de Nuestra Señora de Valverde Nº62   | 66 137 N24 SE704 152A 154A711                                                    |                          |
| 2667   |      | Madrid                     | Avenida del Llano Castellano - Calle Valdegovía                          | Avenida del Llano Castellano Nº51          | 66 124 137 N24 SE704 152A 154A711                                                |                          |
| 2663   |      | Madrid                     | Avenida del Llano Castellano - Calle de Francisco Sancha                 | Avenida del Llano Castellano Nº15          | 66 124 137 N24 SE704 152A 154A                                                   | Begoña                   |
| 2657   |      | Madrid                     | Calle de Mauricio Legendre - Calle de Viejas                             | Calle de Mauricio Legendre Nº59            | 66 SE704 152A 154A                                                               | Begoña                   |
| 2658   |      | Madrid                     | Calle de Mauricio Legendre - Calle de Manuel Caldeiro                    | Calle de Mauricio Legendre Nº45A           | 66 SE704 152A 154A                                                               |                          |
| 2659   |      | Madrid                     | Calle de Mauricio Legendre - Calle de Padre Francisco Palau y Quer       | Calle de Mauricio Legendre Nº39            | 66 SE704 152A 154A                                                               |                          |
| 1917   |      | Madrid                     | Calle de Agustín de Foxá - Chamartín                                     | Calle de Agustín de Foxá Nº40              | 5 T62152A 154A171815                                                             | Chamartín                |